# Saint-Maurice-de-Cazevieille
Saint-Maurice-de-Cazevieille település Franciaországban, Gard megyében. Lakosainak száma 761 fő (2022. január 1.). Saint-Maurice-de-Cazevieille Baron, Castelnau-Valence, Collorgues, Saint-Césaire-de-Gauzignan és Saint-Jean-de-Ceyrargues községekkel határos.

## Népesség
A település népessége az elmúlt években az alábbi módon változott:
| Lakosok száma | 415  | 447  | 505  | 588  | 699  | 706  | 727  | 754  | 756  | 761  |
|               | 1968 | 1982 | 1990 | 2006 | 2013 | 2015 | 2017 | 2019 | 2020 | 2022 |